# Alberto García Fernández

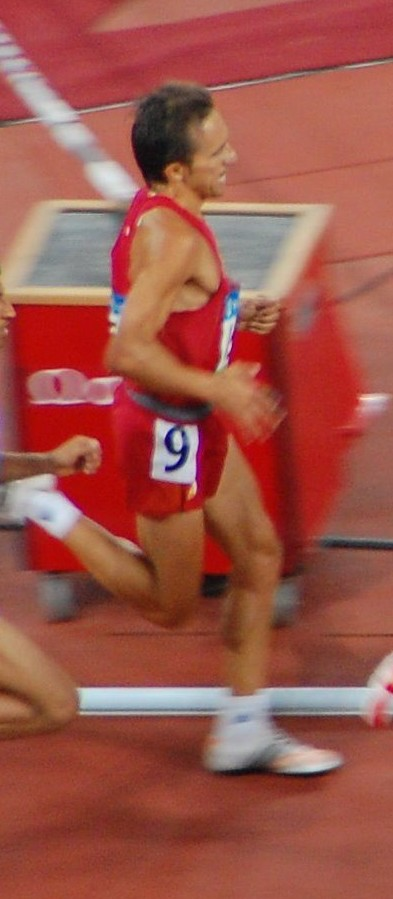
Alberto García

Alberto García Fernández (n. Vallecas, Madrid, Comunidad de Madrid, España; 22 de febrero de 1971), atleta español, especializado en medio fondo y fondo (3000 m, 5000 m, 10000m y campo a través).
El 9 de junio de 2003 fue inhabilitado durante 2 años por consumo de EPO.

## Actividad deportiva
- Temporada 2008
  - Altura: 1,63 m
  - Peso: 53 kg
  - Mejor marca 5000 m → 13:20.48 (19/07/2008)

## Clubes
| Temporada | Equipo                 | Entrenador    | Comentarios |
| 1989/95   | Larios A.A.M.          | ...           | ...         |
| 1995/99   | Club deportivo Tajamar | ...           | ...         |
| 1999/01   | Airtel A.A.M.          | ...           | ...         |
| 2001/...  | C.A. Adidas            | Arturo Martín | en activo   |

## Mejores marcas
Mejores Marcas personales
| Prueba          | Resultado | Año  |
| 1500 m          | 3:35.69   | 2001 |
| 3000 m          | 7:36.53   | 2001 |
| 5000 m          | 13:02.54  | 2001 |
| 10000m          | 27:46.12  | 1999 |
| ...             | ...       | ...  |
| 3000 m (indoor) | 7:32.98   | 2003 |
| 5000 m (indoor) | 13:11.39  | 2003 |

## Palmarés
| Año  | Competición                          | Sede                    | Resultado | Prueba |
| ---- | ------------------------------------ | ----------------------- | --------- | ------ |
| 1996 | Europeo en Pista Cubierta            | Estocolmo, Suecia       | 6º        | 3000 m |
| 1997 | Juegos Mediterráneos                 | Bari, Italia            | 1º        | 5000 m |
| 1998 | Europeo en Pista Cubierta            | Valencia, España        | 3º        | 3000 m |
|      | Europeo                              | Budapest, Hungría       | 10º       | 5000 m |
| 2001 | Mundial en Pista Cubierta            | Lisboa, Portugal        | 3º        | 3000 m |
|      | Mundial                              | Edmonton, Canadá        | 4º        | 5000 m |
| 2002 | Europeo en Pista Cubierta            | Viena, Austria          | 1º        | 3000 m |
|      | Europeo                              | Múnich, Alemania        | 1º        | 5000 m |
| 2003 | Mundial en Pista Cubierta            | Birmingham, Reino Unido | 2º        | 3000 m |
| 2005 | Campeonato Europeo de Campo a Través | Tilburg, Países Bajos   | 2º        | Cross  |
| 2007 | Campeonato Europeo de Campo a Través | Toro, España            | 2º        | Cross  |

- Ganador de la San Silvestre Vallecana (1997)
- Campeón de España absoluto de 5000 m (2001, 2002)
- Ganador de la Copa de Europa de Clubes (A.L.) (1997, 1999, 2001)
- Ganador de la Copa de Europa de clubes de Cross (2002, 2003)
- Campeón del Cross Internacional de Venta de Baños (2005)
- Campeón del Cross Ciudad de Valladolid (2007)

## Galardones y homenajes
- Premio Siete Estrellas del Deporte Madrileño, correspondientes al año 2001.
Otorgado por la Consejería de Cultura y Deportes
de la Comunidad de Madrid

- Premio Nacional del Deporte, Premio Nacional Felipe de Borbón, correspondientes al año 2002.
Otorgado por el Consejo Superior de Deportes,
dirigido por el Ministerio de Educación, Política Social y Deporte de España